# 加藤明経
加藤 明経（かとう あきつね）は、近江水口藩の第2代藩主。水口藩加藤家6代。

## 生涯
享保8年（1723年）10月21日、第3代藩主・加藤嘉矩の長男として江戸藩邸で生まれる。享保9年（1724年）に父が死去したため、家督を継いで第4代藩主となる。元文3年（1738年）12月18日、伊勢守に任官した。
しかし病弱であったため、延享3年（1746年）8月28日に死去。享年24。跡を養子の明煕が継いだ。

## 系譜
父母
- 加藤嘉矩（父）
- 松浦棟の養女 ー 秋月種封の娘（母）

正室
- 内藤信輝の娘

子女
- 加藤明堯正室

養子
- 加藤明煕 － 加藤明教の次男